# Szigethy Gábor
Szigethy Gábor (Budapest, 1942. szeptember 29.–) Kossuth-díjas magyar színháztörténész, rendező, egyetemi tanár.

## Életpályája
Szülei Szigethy Miklós és Horváth Erzsébet voltak. 1960–1961 között a Vígszínház díszítőmunkása, 1961–1962 között az Irodalmi Színpad színpadmestereként dolgozott. 1962–1967 között az Eötvös Loránd Tudományegyetem Bölcsészettudományi Karának magyar-népművelés szakán tanult. 1962–1963 között a Nemzeti Színház statisztája volt. 1964-ben szállítómunkásként tevékenykedett. 1965-ben pincér lett. 1966–1967 között olasz lektor volt. 
1967 óta jelennek meg írásai. 1968–1971 között a Színháztudományi Intézet tudományos segédmunkatársa volt. 1971-től 5 évig a Kritika főszerkesztő-helyettese. 1972–1993 között az ELTE adjunktusa, 1975-ben doktorált. 1981–1989 között a Gondolkodó magyarok című sorozat szerkesztője, 1993–1997 között a Veszprémi Petőfi Színház rendezője, 1997–2004 között a Ruttkai Éva-emlékszoba igazgatója volt. 1999-től több évig a Színház- és Filmművészeti Egyetem és Pázmány Péter Katolikus Egyetem oktatója. 2021-től ismét tanít a Színház- és Filmművészeti Egyetemen.

## Magánélete
2000-ben házasságot kötött Gábor Júlia könyvtárossal, Ruttkai Éva és Gábor Miklós lányával. Fogadott fiának tekinti Szőcs Artur színész-rendezőt.

## Színházi munkái
A Színházi Adattárban regisztrált bemutatóinak száma: szerzőként: 2; színészként: 2; rendezőként: 10.

### Szerzőként
- Bohócparádé (1996)
- Pikáns zsoltár – Mezei Mária válogatott válaszai (2010)

### Színészként
- Mezey Mária: Pikáns zsoltár....Az író
- Szigethy Gábor: Pikáns zsoltár – Mezei Mária válogatott válaszai....Az újságíró

### Rendezőként
- Petőfi Sándor: Tigris és hiéna (1993)
- Molnár Ferenc: Üvegcipő (1994, 1997)
- O’Neill: Utazás az éjszakába (1994)
- Gere István: Egérfogó (1995)
- Schiller: Ármány és szerelem (1995)
- Albee: Nem félünk a farkastól (1996)
- Mezey Mária: Pikáns zsoltár (1999)
- Szigethy Gábor: Pikáns zsoltár – Mezei Mária válogatott válaszai (2010)
- Vörösmarty Mihály: Csongor és Tünde (2010)

## Művei

### Önálló kötetek
- Machiavellizmus; Magvető, Bp., 1977 (Gyorsuló idő)
- Shakespeare-t olvasó Petőfi; Magvető, Bp., 1979
- Ezeréves utazásom; Móra, Bp., 1991
- Utazás Velencében; Cserépfalvi, Bp., 1993
- ...ezernyolcszáznegyvennyolc... Naplótöredék 1989-ből; Seneca, Bp., 1997 (Családi könyvtár)
- Tündérkirálynő. Töredékek Ruttkai Éváról; Helikon, Bp., 1997
- Latinovits. Jelenetek egy színész életéből; Gabo, Bp., 1999
- Csongor álma; Savaria University Press, Szombathely, 2001 (Bár könyvek)
- A kövér Szendrő; Nyitott Könyv, Bp., 2002 (Leporelló Színház)
- Egy díszletmunkás emlékiratai – Vígszínház, 1960–61; Holnap, Bp., 2002
- Dallamok szavakra, színészre és politikára; Tündérrózsa, Bp., 2003
- Bóta Gábor–Gervai András–Szigethy Gábor: Kállai; Budapest Print, Bp., 2003 (A nemzet színészei)
- Reform kor társaink; Savaria University Press, Szombathely, 2004 (Isis könyvek)
- 1956 árnyéka; Emlékszoba Bt., Bp., 2005
- Múltkóstoló; Savaria University Press, Szombathely, 2006
- Látlelet, 1956–2006; Emlékszoba Bt., Bp., 2007
- Gábor Júlia–Szigethy Gábor: Álomszínészpár. Történetek Ruttkai Éváról és Latinovits Zoltánról; Helikon, Bp., 2010
- Évezredtöredék; Helikon, Bp., 2010
- Széchenyi bűvkörében. Csorba László, Eperjes Károly, Szigethy Gábor, Fenyő Ervin, Körmendy Kinga, Koller Sándor, Horváth Sándor, Kocsis Sándor vallomásai; szerk. Szabó Attila; Simon Péter, Nagycenk, 2010 (Nagycenki füzetek)
- Győzelem, diadal nélkül. A rendező Latinovits Zoltán; Balaton Akadémia, Keszthely, 2011 (Balaton Akadémia könyvek)
- Kereszt-metszet; Balaton Akadémia, Keszthely, 2011 (Szent György könyvek)
- Mezei, Márai szerelem. Dokumentumok alapján elképzelt valóság; Helikon, Bp., 2011
- Főhajtás; Kortárs, Bp., 2012
- A legnagyobb magyar. Arcképvázlatok; Balaton Akadémia, Keszthely, 2012 (Balaton Akadémia könyvek)
- Aromalabirintus; Kortárs, Bp., 2013
- Utazás Velencében, 1965–1990; 2. jav. kiad.; Litea Könyvszalon, Bp., 2013
- Időtörés; Kortárs, Bp., 2015
- Balatonfüred–Csopak. Borospincékben józanul; Kortárs, Bp., 2016 (Borozgató magyarok)
- Napló, múltidőben. 1955. június–1957. május; Kortárs, Bp., 2017
- Miamagyar; Kortárs, Bp., 2019
- Csukódnak, nyílnak a kapuk...; szerzői, Bp., 2020
- Pikáns zsoltár: Mezei Mária; Kortárs, Budapest, 2021
- Egy korty magyar bor; Kortárs, Bp., 2023
- Ezeréves utazásom; 2. jav. kiad.; Kortárs, Bp., 2024

### Szerkesztések
- Nagy Ignác: Uracsok, arszlánnők. Budapesti életképek. 1840–1848; vál., szerk., utószó Szigethy Gábor; Magvető, Bp., 1980 (Magyar hírmondó)
- Latinovits Zoltán: Emlékszem a röpülés boldogságára. Összegyűjtött írások; szerk., előszó, jegyz. Szigethy Gábor; Magvető, Bp., 1985
- Ruttkai; képanyag vál., szerk., előszó Szigethy Gábor; Terra, Bp., 1987
- Latinovits; képanyag vál., szerk., előszó Szigethy Gábor; Officina Nova, Bp., 1988
- Ruttkai Éva: Parancsolj, tündérkirálynőm! Összegyűjtött töredékek; összeáll., szerk., utószó Szigethy Gábor; Zeneműkiadó, Bp., 1989
- Németh László–Latinovits Zoltán: Győzelem. Szövegek, legendák, dokumentumok; összegyűjt., szerk., kísérőtanulmány, jegyz. Szigethy Gábor, fotók Benkő Imre; Országos Színháztörténeti Múzeum és Intézet, Bp., 1991
- Madách Imre: Az ember tragédiája; Akkord, Bp., 1997 (Talentum műelemzések)
- Mezei Mária: Levelek apámnak, 1931–1938; szerk., szöveggond., előszó, jegyz. Szigethy Gábor; Helikon, Bp., 1998
- Karthauzi Névtelen: Dicsőséges Szent Erzsébet asszonnak innepéről; előszó, jegyz., szerk. Szigethy Gábor; Holnap, Bp., 2000
- Mezei Mária: Kedves Hatalom!; előszó, jegyz., szerk. Szigethy Gábor; Holnap, Bp., 2001
- Jelenidőben. 1956. október 23.; előszó, jegyz., szerk. Szigethy Gábor; Holnap, Bp., 2003
- Írók: a feltámadás álma. Újságcikkek 1956. október 23–november 4.; szerk., előszó, jegyz. Szigethy Gábor; Holnap, Bp., 2006
- Megkopott harangszó, 1456–1956; szerk. Török Máté, szöveggond. Szigethy Gábor; Mikes, Bp., 2006
- Mindennapok: a feltámadás hite. Újságcikkek, 1956. október 23–november 4.; szerk., előszó, jegyz. Szigethy Gábor; Holnap, Bp., 2006
- Politika: a feltámadás reménye. Újságcikkek, 1956. október 23–november 4.; szerk., előszó, jegyz. Szigethy Gábor; Holnap, Bp., 2006
- 1957 – a megtorlás éve; szerk. Szigethy Gábor; Múzeum 1956 Emlékére Közhasznú Alapítvány, Bp., 2009
- Áldás, áldomás; szerk. Gábor Júlia, Szigethy Gábor; Bencés, Pannonhalma, 2010 + CD (Bencés humor)
- Október 23.; vál., szerk., előszó, jegyz. Szigethy Gábor; Magyar Közlöny Lap- és Könyvkiadó, Bp., 2012 (Nemzeti könyvtár)
- Magyar húsvét; vál., szerk., előszó, jegyz. Szigethy Gábor; Magyar Közlöny Lap- és Könyvkiadó, Bp., 2013 (Nemzeti könyvtár)
- Magyar karácsony; vál., szerk., előszó, jegyz. Szigethy Gábor; Magyar Közlöny Lap- és Könyvkiadó, Bp., 2013 (Nemzeti könyvtár)
- Reformkori útirajzok; vál., szerk., előszó, jegyz. Szigethy Gábor; Magyar Közlöny Lap- és Könyvkiadó, Bp., 2013 (Nemzeti könyvtár)
- Március 15.; vál., szerk., jegyz. Szigethy Gábor; Magyar Közlöny Lap- és Könyvkiadó, Bp., 2015 (Nemzeti könyvtár)
- Augusztus 20.; vál., szerk., előszó, jegyz. Szigethy Gábor; Magyar Közlöny Lap- és Könyvkiadó, Bp., 2017 (Nemzeti könyvtár)

## Filmjei
- Tálentum (2001)
- Madár-legenda (2003)

## Díjai
- Bertha Bulcsu-emlékdíj (2011)
- A Magyar Érdemrend lovagkeresztje (2012)
- Kossuth-díj (2019)[4]

## Portré
- Ez itt a kérdés – Szigethy Gábor (2021)